# Steve Darrell
Steve Darrell, nato Darryl Eugene Horsfall (Osage, 19 novembre 1904 – Los Angeles, 14 agosto 1970), è stato un attore statunitense.

## Biografia
La carriera di Darrell iniziò nel 1931 quando recitò con i Trousdale Players a Des Moines, Iowa. Fu scelto per la parte del saggio capo dei Comanche Little Elk nell'episodio Renegades del 1958 della serie televisiva western ABC/Warner Brothers, Cheyenne, con Clint Walker nel ruolo del protagonista. Darrell morì nel 1970, venendo sepolto al Westwood Village Memorial Park Cemetery.

## Filmografia parziale

### Cinema
- Pecos River, regia di Fred F. Sears (1951)
- Agente federale X3 (Dangerous Mission), regia di Louis King (1954)
- La legge contro Billy Kid (The Law vs. Billy the Kid), regia di William Castle (1954)
- Il pistolero dell'Utah (Utah Blaine), regia di Fred F. Sears (1957)
- Il re della prateria (These Thousand Hills), regia di Richard Fleischer (1959)

### Televisione
- Topper – serie TV, 2 episodi (1954-1955)
- Frida (My Friend Flicka) – serie TV, episodio 1x15 (1956)
- Wire Service – serie TV, episodio 1x29 (1957)
- Navy Log – serie TV, episodio 2x34 (1957)
- 26 Men – serie TV, episodi 1x34-2x24 (1958-1959)
- Ricercato vivo o morto (Wanted: Dead or Alive) – serie TV, episodi 1x35-2x08-2x16 (1959)
- Hawaiian Eye – serie TV, episodio 1x21 (1960)
- Tales of Wells Fargo – serie TV (1961-1962)
- Il magnifico King (National Velvet) – serie TV, episodio 2x22 (1962)
- Il virginiano (The Virginian) – serie TV, 2 episodi (1963)
- Dakota (The Dakotas) – serie TV, episodio 1x14 (1963)
- Gli uomini della prateria (Rawhide) – serie TV, episodi 7x07-7x08 (1964)